# Linda Forsberg
Linda "Foppa" Forsberg, född 19 juni 1985 i Upplands Väsby, är en svensk före detta fotbollsspelare.
Forsbergs moderklubb är Bollstanäs SK i Upplands Väsby. Hon representerade på klubbnivå Hammarby IF, Djurgårdens IF och LdB Malmö, och spelade 33 A-landskamper (4 mål) för svenska landslaget. Efter säsongen 2011 tvingades hon sluta på grund av en knäskada.

## Meriter
- Uttagen till VM 2007 och OS-laget 2008.
- Landskamper: 33 A (4 mål), 14 U21/23

## Klubbar
- Bollstanäs SK (moderklubb)
- Hammarby IF (–2006)
- Djurgården IF (2007–2008)
- LdB FC Malmö (2009–2011)